# Fernando A. Gioino
Fernando A. Gioino (San Francisco, Córdoba) es un contador público y cooperativista argentino, dirigente desde 1975 de la conocida empresa cooperativa láctea SanCor, y elegido presidente de CONINAGRO, la confederación de cooperativas agrarias a la que corresponde el 20% de la producción de cereales y oleaginosas del país. Fue uno de los líderes del paro patronal agropecuario de 2008, que con 102 días de duración es el cierre patronal general más extenso de la historia argentina.

## Biografía
Gioino nació en San Francisco, ciudad cordobesa ubicada en el límite de esa provincia con la de Santa Fe.
Desde joven Gioino se integró a SanCor, productora lechera, que controla un 20% de la producción de granos de la Argentina. A raíz de esa relación, Gioino fue elegido presidente de CONINAGRO. Desde 2008 presidente de Sancor durante su gestión En 2008 comienza a presentar problemas y debe reestructurar su deuda. raíz de la crisis lechera de 2016, a la que se sumaron malos negocios,se produjo el cierre de cientos de tambos, lo que produjo una baja generalizada de la producción lechera. Esto hizo que Sancor entrara en una profunda crisis financiera, por lo que comenzó un programa de retiros voluntarios y puso a la venta parte de su cartera de productos (yoghurth).en 2016/2017, Sancor cerró temporalmente en marzo cuatro plantas y dejó cesantes a 500 trabajadores para achicar la nómina de 4.000 a 2.500 trabajadores.la empresa se encontraba al borde de la quiebra, con una deuda que supera los u$s400 millones y una producción reducida a mínimos históricos,SanCor procesaba en 2020 hasta 4 millones de litros de leche diarios, para inicios de 2025 esa cifra se desplomó a apenas 70.000 litros. En este contexto, en enero de este año SanCor despidió a  sus últimos 300 empleados en sus plantas de Córdoba y Santa Fe.